# Бухта Попова
Бухта Попова (до 1972 года — Чагабур) — бухта у западного берега залива Находка залива Петра Великого Японского моря, у юго-восточного берега полуострова Трудный. Расположена на территории Находкинского городского округа Приморского края, в окрестностях города Находки.
Вдаётся в берег между мысом Попова и мысом к северу от него. Входные мысы скалистые, окаймлены камнями. Берега бухты — пологие склоны холма Попова. В вершине бухты берег низкий с галечным пляжем. Морской грунт состоит из камня и гальки.
Бухта была нанесена на карту экипажем с борта шхуны «Восток» в 1860 году. Мыс Попова был назван в 1862 году по фамилии прапорщика В. И. Попова. Прежде бухта называлась Чагабур, в 1972 году была переименована по мысу Попова. Чагабур — название, возможно, китайское. Образовано от «ча» — рукав, развилка, приток; «гоу» — падь; «бу» — пристань и суффикса «эр», то есть Пристань у впадения реки. В 1938—1939 годах на юге полуострова Трудный были построены доты, в том числе дот «Лигабур» для защиты побережья в районе расположения береговой артиллерийской батареи № 906. На карте РККА (1945) на юго-западном берегу бухты показаны «бараки». На американской карте (1947) в том же месте показано селение Чагапри.
На мысе Попова обитает тимьян полуголый (на каменистых обрывах и скалах). Краснокнижные виды растений: повой сольданелловый и аргузия сибирская в бухте Попова исчезли.